# دویل‌درایور
دویل‌درایور (به انگلیسی: DevilDriver) یک گروه پنج نفره‌ی هوی متال آمریکایی از شهر سنتا باربارا، کالیفرنیا است که در سال ۲۰۰۲ آغاز به کار کرد. گرچه نام گروه دث‌راید (Deathride) بود، ولی به خاطر مسائل حق تکثیر و استفاده همزمان چند گروه از این عنوان، این نام به دویل‌درایور تغییر پیدا کرد.

## اعضا

### اعضای کنونی
- دز فافارا : خواننده اصلی  (۲۰۰۲ تا کنون)
- جف کندریک : گیتار  (۲۰۰۲ تا کنون)
- جان بویکلین : درام  (۲۰۰۲ تا کنون)
- مایک اسپریتزر : گیتار  (۲۰۰۴ تا کنون)
- جان بویکلین : بیس  (۲۰۱۳ تا کنون)

### اعضای پیشین
- اوان پیتز : گیتار  (۲۰۰۲ تا ۲۰۰۴)
- جان میلر : بیس  (۲۰۰۳ تا ۲۰۱۱)